# Tall bike
Un tall bike (littéralement : haut vélo) est une bicyclette inhabituelle par sa hauteur, souvent construite par des passionnés à partir de pièces détachées.
Généralement, deux cadres de vélos conventionnels sont connectés par soudure (ou d'autres moyens) l'un au-dessus de l'autre, le pédalier inférieur est connecté au pédalier supérieur, et les manettes de freins et de vitesses sont déplacées sur le guidon supérieur. Un tallbike peut aussi être construit avec un seul vélo, en retournant le cadre, en insérant la fourche dans le mauvais sens et en effectuant quelques autres modifications : ce type de vélo est aussi nommé upside-down bike (vélo dessous/dessus). Un tall bike peut aussi être fabriqué uniquement à partir de pièces détachées.
Les tall bikes font partie des contre-cultures liées au vélo qui ont pour objectif de critiquer la société de consommation.

Un homme perché sur un « tall bicycle » dans la Nouvelle-Zélande rurale en 1949.